# Hunterstown
Hunterstown es un lugar designado por el censo ubicado en el condado de Adams en el estado estadounidense de Pensilvania. En el Censo de 2010 tenía una población de 176 habitantes y una densidad poblacional de 63,58 personas por km².

## Geografía
Hunterstown se encuentra ubicado en las coordenadas 39°53′5″N 77°9′18″O / 39.88472, -77.15500. Según la Oficina del Censo de los Estados Unidos, Hunterstown tiene una superficie total de 4.45 km², de la cual 4.45 km² corresponden a tierra firme y (0%) 0 km² es agua.

## Demografía
Según el censo de 2010, había 176 personas residiendo en Hunterstown. La densidad de población era de 63,58 hab./km². De los 176 habitantes, Hunterstown estaba compuesto por el 280.68% blancos, el 4.55% eran afroamericanos, el 0.57% eran amerindios, el 1.14% eran asiáticos, el 0% eran isleños del Pacífico, el 16.48% eran de otras razas y el 7.39% pertenecían a dos o más razas. Del total de la población el 40.34% eran hispanos o latinos de cualquier raza.